# Torre di Acquafredda
La Torre di Acquafredda è un rudere di una torre costiera del Regno di Napoli, nel territorio del comune di Maratea, in provincia di Potenza.

## Storia
La sua costruzione fu ordinata nel 1566 e completata nel 1595.

## Descrizione
La torre oggi è solo un rudere. La pianta era quadrata, con base troncopiramidale piena. Ogni architrave presentavano tre o forse quattro caditoie in controscarpa. La volta della torre, oggi completamente distrutta, era probabilmente a botte.